# Daniel Brändle
Daniel Brändle (Vaduz, 23 gennaio 1992) è un ex calciatore liechtensteinese, di ruolo centrocampista.

## Carriera

### Nazionale
Con la nazionale Under-21 ha preso parte a 4 partite di qualificazione per l'Europeo di categoria del 2013.
Ha esordito con la nazionale maggiore il 21 maggio 2014 nell'amichevole Liechtenstein-Bielorussia (1-5).